# Tuffi ai campionati mondiali di nuoto 2019 - Trampolino 1 metro femminile
La gara dei tuffi dal trampolino 1 metro femminile dei campionati mondiali di nuoto 2019 si è disputata il 12 e il 13 luglio presso il Nambu International Aquatics Centre di Gwangju. La gara, alla quale hanno preso parte 43 atlete provenienti da 28 nazioni, si è svolta in due turni, in ognuno dei quali l'atleta ha eseguito una serie di cinque tuffi.

## Programma
| Data           | Ora (UTC+9) | Turno       |
| -------------- | ----------- | ----------- |
| 12 luglio 2019 | 15:30       | Preliminari |
| 13 luglio 2019 | 15:30       | Finale      |

## Risultati
Il turno preliminare ha avuto inizio il 12 luglio 2019 alle ore 15:30. La finale è iniziata il 13 luglio alle 15:30.

### Preliminari
| Pos. | Atleta                 | Nazionalità   | Punti  | Note |
| ---- | ---------------------- | ------------- | ------ | ---- |
| 1    | Chen Yiwen             | Cina          | 287.95 | Q    |
| 2    | Chang Yani             | Cina          | 257.65 | Q    |
| 3    | Kristina Il'inych      | Russia        | 245.50 | Q    |
| 4    | Julia Vincent          | Sudafrica     | 241.35 | Q    |
| 5    | Clare Cryan            | Irlanda       | 240.70 | Q    |
| 6    | Sarah Bacon            | Stati Uniti   | 240.00 | Q    |
| 7    | Maria Coburn           | Stati Uniti   | 239.70 | Q    |
| 8    | Kim Su-ji              | Corea del Sud | 238.95 | Q    |
| 9    | Georgia Sheehan        | Australia     | 238.25 | Q    |
| 10   | Katherine Torrance     | Gran Bretagna | 236.75 | Q    |
| 11   | Elizabeth Cui          | Nuova Zelanda | 235.90 | Q    |
| 12   | Elena Bertocchi        | Italia        | 232.55 | Q    |
| 13   | Melany Hernández       | Messico       | 231.95 |      |
| 14   | Emilia Nilsson         | Svezia        | 231.50 |      |
| 15   | Esther Qin             | Australia     | 225.55 |      |
| 16   | Michelle Heimberg      | Svizzera      | 218.55 |      |
| 17   | Kwon Ha-lim            | Corea del Sud | 217.80 |      |
| 18   | Aranza Vázquez         | Messico       | 217.50 |      |
| 19   | Scarlett Mew Jensen    | Gran Bretagna | 217.10 |      |
| 20   | Olena Fedorova         | Ucraina       | 215.65 |      |
| 21   | Lena Hentschel         | Germania      | 214.10 |      |
| 22   | Anisley García         | Cuba          | 213.25 |      |
| 23   | Maria Polyakova        | Russia        | 212.25 |      |
| 24   | Anna Arnautova         | Ucraina       | 210.70 |      |
| 25   | Kaja Skrzek            | Polonia       | 210.25 |      |
| 26   | Shaye Boddington       | Nuova Zelanda | 208.40 |      |
| 27   | Alison Maillard        | Cile          | 207.85 |      |
| 28   | Maha Eissa             | Egitto        | 206.70 |      |
| 29   | Alena Khamulkina       | Bielorussia   | 206.50 |      |
| 30   | Lauren Hallaselkä      | Finlandia     | 203.50 |      |
| 31   | Diana Pineda           | Colombia      | 202.80 |      |
| 32   | Luana Lira             | Brasile       | 202.35 |      |
| 33   | Steffanie Madrigal     | Colombia      | 201.90 |      |
| 34   | Roosa Kanerva          | Finlandia     | 199.90 |      |
| 35   | Marcela Marić          | Croazia       | 199.75 |      |
| 36   | Emma Gullstrand        | Svezia        | 194.00 |      |
| 37   | Madeline Coquoz        | Svizzera      | 187.75 |      |
| 38   | Prisis Ruiz            | Cuba          | 184.90 |      |
| 39   | Choi Sut Kuan          | Macao         | 157.65 |      |
| 40   | Indrė Girdauskaitė     | Lituania      | 156.40 |      |
| 41   | Chan Lam               | Hong Kong     | 142.10 |      |
| 42   | Kwanchanok Khunboonjan | Thailandia    | 135.90 |      |
| 43   | Danielle Robles        | Brasile       | 124.65 |      |

### Finale
| Pos. | Atleta             | Nazionalità   | Punti  |
| ---- | ------------------ | ------------- | ------ |
|      | Chen Yiwen         | Cina          | 285.45 |
|      | Sarah Bacon        | Stati Uniti   | 262.00 |
|      | Kim Su-ji          | Corea del Sud | 257.20 |
| 4    | Katherine Torrance | Gran Bretagna | 255.40 |
| 5    | Kristina Il'inych  | Russia        | 252.80 |
| 6    | Elena Bertocchi    | Italia        | 251.95 |
| 7    | Elizabeth Cui      | Nuova Zelanda | 245.60 |
| 8    | Georgia Sheehan    | Australia     | 244.20 |
| 9    | Chang Yani         | Cina          | 241.70 |
| 10   | Maria Coburn       | Stati Uniti   | 237.75 |
| 11   | Clare Cryan        | Irlanda       | 237.05 |
| 12   | Julia Vincent      | Sudafrica     | 236.40 |